# Nasir Gebelli
Nasir Gebelli (1957) è un autore di videogiochi iraniano naturalizzato statunitense.
Ha programmato e ideato titoli per Sirius Software e Square, oltre che per una compagnia da lui stesso creata, Gebelli Software.

## Carriera
Nato in Iran, Gebelli è andato negli Stati Uniti per studiare informatica. Nel 1980 ha fondato la Sirius Software insieme a Jerry Jewell; qui ha programmato diversi videogiochi per Apple II, sfruttando alcune avanzate tecniche grafiche: tra i titoli più conosciuti si possono citare Space Eggs e Gorgon. Nel 1981 lascia la Sirius per fondare una sua compagnia, chiamata Gebelli Software: tuttavia, la crisi dei videogiochi del 1983 ne causerà il fallimento. Dopo una lunga vacanza in giro per il mondo, a Gebelli torna la voglia di programmare: nel 1986 incontra l'amico Doug Carlston, presidente della Brøderbund, che gli consiglia di programmare per l'allora nuovo sistema di Nintendo, il NES. I due viaggiano fino in Giappone, per raggiungere la sede della Nintendo: questa non era apparentemente interessata ai servigi di Gebelli, che si accordò così con Square, dove lavorava un suo fan da lunga data, Hironobu Sakaguchi). Qui partecipò allo sviluppo, tra gli altri, dei primi tre Final Fantasy, prima di tornare negli USA. Tornerà a collaborare con Square nel 1993 per la realizzazione di Secret of Mana, ad oggi l'ultimo titolo sviluppato da Gebelli.

## Videogiochi accreditati

### Sirius Software
- Star Cruiser (1980, Apple II)
- Phantoms Five (1980, Apple II)
- Both Barrels (1980, Apple II)
- Gorgon (1981, Apple II)
- Space Eggs (1981, Apple II)
- Cyber Strike (1981, Apple II)
- Pulsar II (1981, Apple II)
- Autobahn (1981, Apple II)

### Gebelli Software
- Horizon V (1981, Apple II)
- Firebird (1981, Apple II)
- Russki Duck (1982, Apple II)
- Zenith (1982, Apple II)
- Neptune (1982, Apple II)

### Square
- The 3-D Battles of WorldRunner (1987, NES)
- Rad Racer (1987, NES)
- JJ: Tobidase Daisakusen 2 (1987, NES)
- Final Fantasy (1987, NES)
- Final Fantasy II (1988, NES)
- Final Fantasy III (1990, NES)
- Secret of Mana (1993, SNES)
- Final Fantasy Origins (2002, PlayStation)